# 威廉·厄尔·巴肯
威廉·厄尔·巴肯（英語：William Earl Buchan，1935年5月9日—），美国男子帆船运动员。他曾代表美国参加1984年夏季奥林匹克运动会帆船比赛，联同史蒂夫·埃里克森获得一枚金牌。

## 家庭
儿子威廉·卡尔·巴肯。